# Palembang-Kugelfisch
Der Palembang-Kugelfisch (Dichotomyctere ocellatus, Syn.: Tetraodon biocellatus, T. steindachneri) ist in Südostasien (Thailand, Malaysia, Sumatra und Kalimantan) in Brack und Süßwasser beheimatet, er wandert von Flüssen in die Gezeitenzonen und wieder zurück. Im Aquarium benötigt er jedoch eine Haltung in Leichtem Brackwasser, dauerhaft in Süßwasser Lebende Palembang-Kugelfische sind sehr Krankheitsanfällig und verenden frühzeitig. Die sechs bis acht Zentimeter groß werdenden Fische ernähren sich von Schnecken und anderen bodenbewohnenden wirbellosen Tieren.
Palembang-Kugelfische haben eine dunkle Oberseite mit einem Muster aus gelbgrünen Kreisen, Punkten und gebogenen Linien, die Unterseite ist weiß.
Flossenformel: Dorsale 11–13, Anale 13–15

## Aquarienhaltung
Er benötigt 22 bis 26 °C warmes Wasser mit einem pH-Wert von 7 bis 8. Er gilt als Einzelgänger und ist nur bedingt für Gesellschaftsaquarien geeignet, weil er im Alter aggressiv wird. Er liebt Lebendfutter (z. B. Schnecken), nimmt jedoch auch Frostfutter an. Er sollte generell in einem Artaquarium gehalten werden. Trockenfutter wird nur sehr widerwillig und erst nach Gewöhnung gefressen. Wichtig bei der Fütterung ist die häufige Gabe von hartschaligem Futter (z. B. Schnecken, Muscheln oder Artemia). Sonst kann es zu einer Maulsperre infolge nicht abgewetzter Zähne kommen. Deshalb sollte man in einem Becken parallel eine Schneckenzucht halten. Junge Palembang-Kugelfische überfressen sich häufig, was dazu führt, dass sie sich mit zusammengelegtem Schwanz und Flossen auf den Boden legen und sich eine Zeit lang nicht mehr bewegen. Die Nachzucht vom Palembang-Kugelfisch ist bist jetzt noch nicht gelungen.